# 蒙大拿州空軍國民警衛隊
蒙大拿州空軍國民警衛隊（英語：Montana Air National Guard）是蒙大拿州的美國空軍國民警衛隊，是蒙大拿州國民警衛隊的一部分。

## 組織
- 第120空運聯隊（英语：120th Airlift Wing）

駐地為大瀑布城空軍國民警衛隊基地，裝備C-130H運輸機，平時主要任務為空中運輸、空中消防、航空醫療、北極補給等。
- 第219紅馬中隊

快速部署重裝維修工程中隊，約120人，是一支可快速部署的重型建築和維修部隊。

## 歷史
第二次世界大戰期間，美國通過租借法案，準備向蘇聯提供武器，但北大西洋已被德軍控制，許多盟軍船隻被擊沉。在蘇聯最高領導人史達林同意北極航線之後，蒙大拿州大瀑布城被選為美國的起點，因為它位於內陸，每年有超過300的良好飛行天數，美國在這裡建立戈爾機場，以當地農場主詹姆斯·戈爾（James D. Gore）的名字命名。美國飛行員駕駛飛機飛至阿拉斯加州費爾班克斯，再交由蘇聯飛行員駕駛飛機至西伯利亞，因為史達林不允許美國人進入蘇聯領空。這條航線也被用來運送軍用飛機給美國空軍第十一航空隊。
1945年9月，戈爾機場的軍事設施被關閉。第二次世界大戰後，每個州都被授權建立一支空軍部隊，威拉德·史佩里中校於1947年6月27日在戈爾機場建立第186戰鬥機中隊，並獲得聯邦承認。1953年，重新命名為第186戰鬥機攔截機中隊，1955年，擴編並重新指定為第120戰鬥機大隊。
1972年，重新命名為第120戰鬥機攔截機大隊。1995年，擴編為第120戰鬥機聯隊。2014年，改編為第120空運聯隊。